# هيكتور موراليس
هيكتور موراليس (بالإسبانية: Héctor Morales)‏ هو ممثل تشيلي، ولد في 1 أبريل 1982 بسانتياغو في تشيلي.

## وصلات خارجية
- هيكتور موراليس على موقع IMDb (الإنجليزية)
- هيكتور موراليس على موقع قاعدة بيانات الفيلم (الإنجليزية)